# Abbondanza cosmica
L'abbondanza cosmica è la composizione relativa dei vari elementi in un corpo celeste. Generalmente però con tale termine si indica la quantità di un dato elemento nell'universo.
Normalmente l'abbondanza cosmica viene espressa considerando come unitaria la quantità di idrogeno (l'elemento di gran lunga più diffuso nell'universo) ed esprimendo in proporzione la presenza degli altri elementi. In questo tipo di misurazione, dal momento che è fatta prendendo come riferimento un altro elemento, si dice che l'abbondanza cosmica è espressa in unità relative. In tal caso l'abbondanza cosmica può esprimere la percentuale in massa nell'universo oppure il rapporto tra il numero di atomi di quell'elemento e il numero di atomi dell'idrogeno.
Per quanto riguarda i corpi celesti, l'abbondanza degli elementi è generalmente espressa come percentuale in massa della presenza di un dato elemento e la massa totale del corpo celeste.

## Metodi di misurazione

### Analisi diretta
Per quanto riguarda la determinazione diretta dell'abbondanza cosmica, essa è assai problematica, in quanto è molto difficile avere a disposizione materiali provenienti dai corpi celesti, e l'analisi del vento solare dà risultati poco utili. Ne discende che le uniche analisi chimiche dirette ed affidabili sono quelle su campioni a disposizione immediata degli scienziati: è il caso delle misurazioni sui frammenti di roccia, del nostro sistema solare provenienti dalla Luna, da Marte e dai meteoriti (specialmente le meteoriti condritiche). Questi studi forniscono informazioni relative alla quantità di massa degli elementi allo stato solido.
In questi casi la tecnica utilizzata è la spettrometria di massa, che fornisce il cosiddetto spettro di massa, da cui si può ricavare il rapporto tra gli elementi presenti nei campioni analizzati. Il problema dalla misurazione diretta dell'abbondanza cosmica è dato dal fatto che le misurazioni più precise, quelle sui campioni a disposizione una volta prelevati, sono soggette ad errori dovuti non alla precisione delle tecniche usate, bensì alla possibile alterazione dei campioni. Infatti durante il trasporto (o l'arrivo nel caso dei meteoriti) dei frammenti le condizioni degli stessi possono subire delle consistenti alterazioni, dovute per esempio all'impatto con l'atmosfera terrestre.

### Analisi indiretta
La maggior parte delle misurazioni dell'abbondanza cosmica sono effettuate studiando le radiazioni che i vari elementi emettono. La spettrofotometria di assorbimento permette l'esame delle righe spettrali assorbite od emesse dai corpi celesti, che corrispondono alle radiazioni assorbite/emesse. Poiché si è osservato che i rapporti tra le quantità dei diversi elementi sono, con ottima approssimazione, costanti nell'universo, che si stia prendendo in considerazione il sistema solare, una nebulosa, una galassia, o qualsiasi altro corpo celeste, questo permette di poter utilizzare il Sole come principale oggetto di analisi. Infatti oltre il 99,9% della massa del sistema solare è concentrata in questa stella, quindi la composizione di quest'ultimo è sostanzialmente uguale a quella dell'intero universo.
Per misurare la composizione del Sole si usa la spettroscopia, che è in grado di rivelare la quantità di massa di un certo elemento presente allo stato gassoso nella fotosfera solare analizzando l'intensità delle righe spettrali: tanto più esse sono intense tanto più alta è la presenza del corrispondente elemento chimico nella nostra stella.

### Una determinazione soggetta ad errori
Nonostante i grandissimi progressi che l'astrofisica ha compiuto negli ultimi decenni, l'analisi spettrofotometrica non assicura una precisione assoluta nella determinazione dell'effettiva presenza di questo o di quell'elemento chimico in un dato corpo celeste. Se a questo si aggiunge quanto detto prima, cioè che la misurazione diretta dell'abbondanza cosmica è quantomai imprecisa, si comprende come la determinazione di questo parametro non abbia raggiunto livelli di precisione soddisfacenti. Finché non saranno eliminati i problemi di misurazione degli spettri e non saranno compiuti ulteriori progressi per quanto riguarda le caratteristiche spettrometriche delle particelle, i risultati sull'abbondanza cosmica dell'universo (ottenuti con la misurazione indiretta, che in linea teorica potrebbe garantire dati quasi certi, al contrario dell'analisi diretta) non potranno dirsi completamente affidabili.

## Abbondanza degli elementi nell'universo
I due elementi presenti in maggior quantità sono l'idrogeno (71% circa, ma altre fonti riportano fino al 73%) e l'elio (27% circa, secondo altri dati 25%), che da soli costituiscono quindi il 98% della massa dell'universo.
Tra gli altri elementi più abbondanti vi sono l'ossigeno (10.700 ppm), il carbonio (4.600 ppm), il neon (1.340 ppm), il ferro (1.090 ppm), il silicio (650 ppm) e il magnesio (580 ppm). Per gli altri elementi l'abbondanza cosmica diminuisce generalmente con l'aumentare del numero atomico.
Come detto in precedenza la misurazione dell'abbondanza cosmica nell'universo è tuttora abbastanza incerta, ma oggetto di studi continui: infatti la conoscenza precisa di questo parametro è in grado di fornire molte informazioni sulla nascita dello stesso, delle galassie e di tutti i corpi celesti che esse contengono.
Per quanto riguarda i pianeti e le meteoriti, la composizione varia a favore degli elementi più pesanti, in quanto quelli troppo leggeri non vengono catturati dai campi gravitazionali e tendono a disperdersi (questo spiega perché, ad esempio, gli elementi presenti in maggior quantità sulla Terra siano il ferro, l'ossigeno ed il silicio, nonostante la loro relativamente scarsa diffusione nell'universo).